# Helicobacter hepaticus
Helicobacter hepaticus é uma bactéria da família Helicobacteraceae, ordem Campylobacterales.
Tem uma forma espiralada e flagelo bipolar, único e revestido, e foi isolado pela primeira vez a partir do fígado de camundongos com hepatite crônica ativa. A bactéria também colonizou as mucosas cecal e colônica de camundongos. Provoca hepatite persistente nesses roedores. Também tem sido associada ao câncer colorretal e outras doenças. O genoma do Helicobacter hepaticus foi sequenciado e tem 1 799 146 bases de comprimento com 1 875 sequências de codificação.